# Przełamanie Wału Pomorskiego
Przełamanie Wału Pomorskiego – walki jednostek 1 Armii Wojska Polskiego i Armii Czerwonej w ramach operacji wiślańsko-odrzańskiej zakończone przełamaniem niemieckiej obrony opartej na umocnieniach Festungsfront im Oder-Warthe Bogen budowanych w latach 1934-1944.

## Wał Pomorski
Niemcy wybudowali Wał Pomorski w latach 1932–1945 na granicy niemiecko-polskiej. Był linią umocnień ciągnących się około 275 kilometrów. Liczył około 900 schronów żelbetowych oraz stanowisk ogniowych różnego rodzaju i przeznaczenia. Umocnienia żelbetowe i betonowe uzupełnione były transzejami strzeleckimi, rowami łączącymi i schronami drewniano – ziemnymi oraz zaporami inżynieryjnymi. W l. 1944 – 1945 Wał był modernizowany na głównej pozycji obronnej. Wał tzw. linia D-1 ciągnęła się od Ustki przez Słupsk, Szczecinek, Krągi, na zach. od Nadarzyc, Wałcz, zachodni brzeg Drawy, płn. brzeg Noteci do Santoka. Od rej. Szczecinka na zachodnim brzegu Gwdy przygotowana była pozycja polowa (pas przesłaniania) obejmująca Podgaje, Jastrowie i Piłę. Na linii: Kołobrzeg, Białogard, Połczyn-Zdrój, Choszczno, Gorzów Wielkopolski ciągnęła się polowa linia Wału częściowo ufortyfikowana tzw. linia D-2.

## Działania wojsk

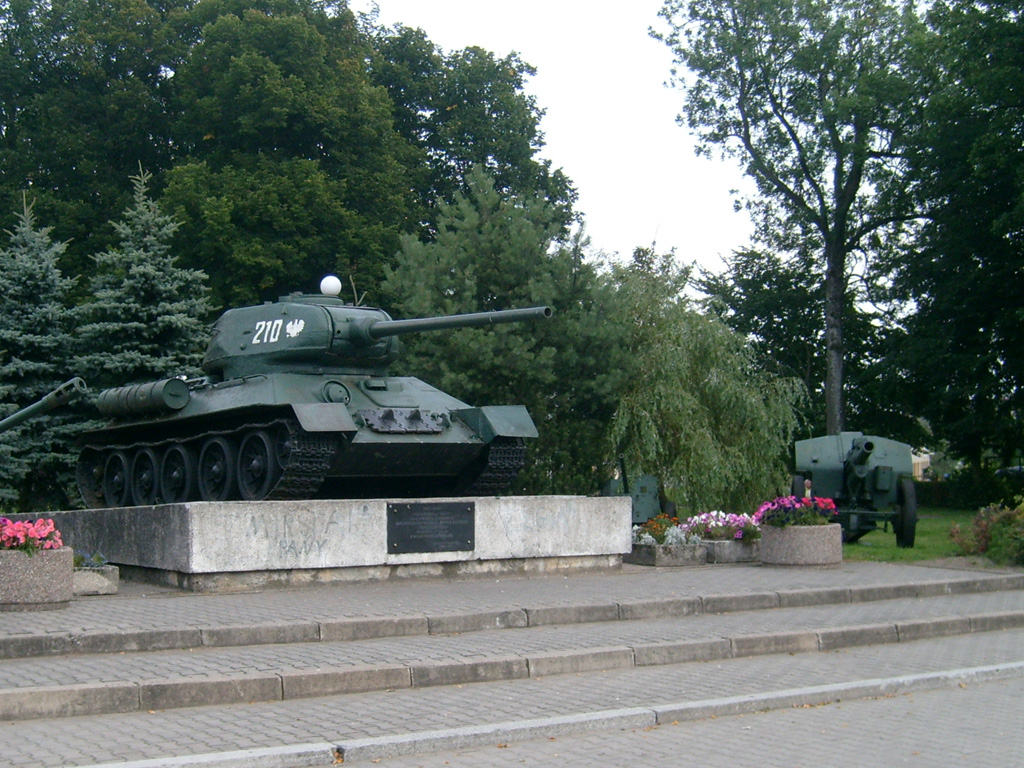
Czołg T-34/85 i haubica 122 mm podstawowe uzbrojenie LWP w czasie walk na Wale Pomorskim, obecnie eksponaty w Muzeum Walk o Wał Pomorski w Mirosławcu

Po wyzwoleniu Warszawy 1 AWP wykonywała w ramach operacji wiślańsko-odrzańskiej marsz-manewr wzdłuż lewego brzegu Wisły do Bydgoszczy, zabezpieczając styk między 1 i 2 Frontem Białoruskim. Na podstawie dyrektywy operacyjnej dowódcy 1 FB z 28 stycznia 1945 r. przeszła 29 stycznia do pierwszego rzutu 1 FB i z rejonu Bydgoszczy w kierunku: Jastrowie, Iłowiec, Poźrzadło Wlk., Suchań, Widuchowa rozpoczęła marsz z zadaniem prowadzenia natarcia i osłony północnego skrzydła frontu i do 6 lutego 1945 roku wyjścia nad Odrę. Wynika z tego, że średnie tempo natarcia powinno wynosić ponad 27 kilometrów na dobę. Sąsiadami 1 AWP były jednostki radzieckie: z prawej 2 Korpus Kawaleryjski, z lewej 47 Armia. Marsz ubezpieczony odbywał się w dwóch kolumnach. 30 stycznia pod Złotowem 4 Dywizja Piechoty nawiązała styczność ogniową z nieprzyjacielem. 31 stycznia obie kolumny walczyły już nad Gwdą z broniącymi pozycji polowej na linii Podgaje, Jastrowie, Ptusza wojskami niemieckimi. Na kierunku działania 1 AWP broniła się 15 Dywizja Piechoty SS z 16 KA 2 Armii. 1 – 3 lutego, walcząca na prawym skrzydle armii 1 Dywizja Piechoty stoczyła walkę o Podgaje. Na skutek poniesionych strat, po zdobyciu miejscowości dywizja przeszła do II rzutu armii. Na jej miejsce weszła 6 DP. 4 DP, działająca w lewej kolumnie Armii, 31 stycznia opanowała Ptuszę i podeszła pod Szwecję. 2 lutego i w nocy 2/3 10 pp z 4 DP i 16 pp z 6 DP stoczyły walkę o Jastrowie opanowując je. W czasie walk o pas przesłaniania Wału, na skutek oddalenia walczących wojsk od baz zaopatrzenia oraz śnieżyc, wystąpiły trudności z zaopatrzeniem oddziałów w paliwo i amunicję. Czołgi i artyleria pozostawały w tyle i nie zawsze wspierały walczące oddziały. Do 4 lutego 4 i 6 Dywizja Piechoty podeszły pod główną pozycję Wału biegnącą za jeziorami: Dobre, Zbiczno, Smolne, Łubianka. Pozycji tej broniło 11 batalionów piechoty i 140 dział pancernych, dział artyleryjskich i moździerzy dywizji „Märkisch Friedland”, 48 pułk zmotoryzowany, dwa bataliony niszczycieli czołgów: „Emil” i „Friedlich” i oddziały Volkssturmu. W pasie działania 1 AWP było 35 schronów żelbetowych. Przełamanie wykonywały 4 i 6 DP wsparte 1 i 5 Brygadą Artylerii Ciężkiej, 11 Pułkiem Artylerii Haubic, 8. i 10 batalionami saperów. 5 lutego oddziały 6 DP związały walką jednostki niemieckie na Nadarzyckim Rejonie Umocnionym.
4 DP wiązała walką Niemców na przesmyku Morzyca, między jeziorami Dobre i Zbiczno. W czasie walk 11 pp przeniknął na tyły Niemców, dwa jego bataliony zostały okrążone. Dowódca 4 DP wprowadził nowe siły: 10 pp, 1/11 pp i 2/12 pp i do świtu 6 lutego ponownie włamał się w ugrupowanie nieprzyjaciela. Walcząc w okrążeniu bataliony 11 pp umożliwiły siłom głównym 4 DP dokonać wyłomu o szerokości 3 km i głębokości 4 km. W wyłom gen. Popławski wprowadził 1 DP. Dywizje pogłębiły wyłom w Wale do szosy Czaplinek – Wałcz, na odcinku Iłowiec – Dobrzyca.
7 lutego dowódca armii skierował do Nadarzyc 3 DP i 13 Pułk Artylerii Pancernej. 6., 1. i 4 DP kontynuowały natarcie. W końcu dnia osiągnęły rejon: Iłowiec, Wielboki, Dobrzyca, Golce. Także 7 lutego 1 AWP razem z radzieckimi związkami operacyjnymi osiągnęły rubież dogodną do obrony: Łubowo, Czaplinek, Złocieniec, Drawsko Pomorskie, Ińsko, Stargard.
1 AWP uderzyła głównymi siłami na Czaplinek, 4 DP na Karsibór – Lubno. 8 lutego 4 DP zaczęła wychodzić na skrzydło i tyły Wałeckiego Zgrupowania, atakowanego od czoła przez 47 A. Dowódca frontu wstrzymał uderzenia 1 AWP na płn. zachód i nakazał uderzyć dwoma dywizjami i brygadą pancerną w kierunku Kolno, Piecnik i Mirosławiec. 9 lutego utworzono silne zgrupowanie uderzeniowe w składzie: 1 i 2 DP, 1 Warszawska Brygada Pancerna, 4 Pułk Czołgów Ciężkich, 13 Pułk Artylerii Pancernej, 1 Brygada Artylerii Armat, 2 Brygada Artylerii Haubic, 4 Brygada Artylerii Przeciwpancernej, 1 Pułk Moździerzy oraz 8 i 11 bataliony saperów. 9 lutego zgrupowanie przełamało obronę na kierunku Piecnika, a 10 opanowało Mirosławiec. W ten sposób 1 AWP przełamała obronę niemiecka na głębokość 30 km, wyszła na tyły zgrupowania wałeckiego i przecięła mu drogę odwrotu. Do 12 lutego jednostki 1 AWP zostały zatrzymane na rubieży: Łowicz Wałecki, Żabin, Sośnica, Świerczyna, Będlino (wył), płn. skraj Nadarzyc, Borujsko (wył), gdzie Niemcy zorganizowali obronę na pozycji ryglowej.
W bitwie o Wał Pomorski w okresie od 30 stycznia do 11 lutego straty 1 AWP wyniosły: 1780 poległych, 2767 zostało rannych, a 1055 zaginęło. Straty niemieckie wyniosły ok. kilku tys. żołnierzy oraz ok. 1,5 tys. wziętych przez Polaków do niewoli. Jednostki 1 AWP zniszczyły lub zdobyły 30 czołgów i dział pancernych, 130 dział i moździerzy, 630 samochodów, zniszczyły 27 schronów bojowych.
W okresie 1–11 lutego w czasie walk o Wał Pomorski Polacy zdobyli m.in.: Złotów (30–31 stycznia), Jastrowie (3 lutego), Dobrzycę (5–8 lutego), Nadarzyce (5–6 lutego), Mirosławiec (10 lutego),

## Upamiętnienie

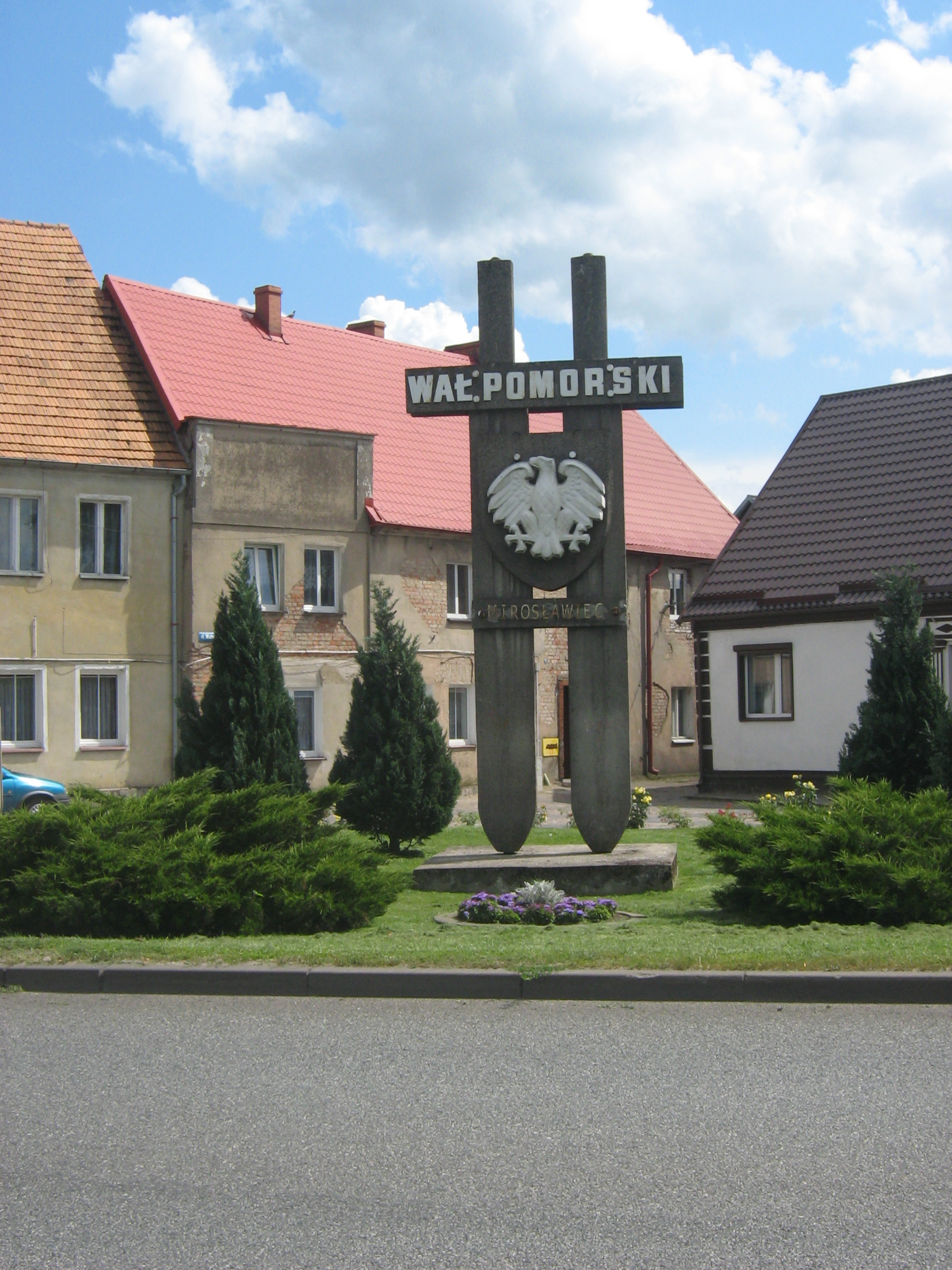
Pomnik w Mirosławcu upamiętniający walki żołnierzy ludowego Wojska Polskiego na Wale Pomorskim

Walki żołnierza polskiego o przełamanie Wału Pomorskiego zostały upamiętnione na Grobie Nieznanego Żołnierza w Warszawie napisem na jednej z tablic po 1990 r. „WAŁ POMORSKI 1 – 10 II 1945”.
W miejscowości Golce w okresie Polski Ludowej umieszczono głaz poświęcony walkom stoczonym przez 11 pułk 4 Dywizji Piechoty LWP w nocy z 7 na 8 lutego 1945 o zdobycie miejscowości i poszerzenie wyłomu w głównej pozycji Wału Pomorskiego.

## Rekonstrukcje
Są organizowane również rekonstrukcje walk podczas przełamywania Wału Pomorskiego. W 2010 w inscenizacji wzięło udział blisko 120 osób z grup rekonstrukcyjnych z Polski, Łotwy i Estonii, m.in. Grupa Inscenizacji Historycznych Pomerania 1945, Lubuskie Towarzystwo Rekonstrukcyjne, GRH Salamandra, GRH Gryf, GRH Teatrum Historica, GRH 62. Pułku Piechoty Bydgoskiej, Pomorskie Muzeum Wojskowe w Bydgoszczy oraz GRH Reichsof.
Od 2013 r. Stowarzysze Historyczne „Erika” realizuje projekt „Przełamanie Pommernstellung – bitwa o Wał Pomorski” – w historycznym czasie – początek lutego, w historycznych miejscach – Szwecja, Zdbice, Nadarzyce, Golce, w historycznych mundurach – rekonstruktorzy 1 AWP, z całej Polski, maszerują dawnymi szlakami bojowymi w oparciu o reprinty map, szukając dawnych miejsc, żyjąc przez kilka dni tak, jak żyli kilkadziesiąt lat wcześniej polscy żołnierze.